# Ляплава
49°46′59″ пн. ш. 31°32′30″ сх. д. / 49.7831° пн. ш. 31.5417° сх. д.
Ляплава — закрита залізнична станція Одеської залізниці. Розташована в селі Ліпляве Черкаської області на лінії Золотоноша I — Ляплава. Станція разом з усією лінією закрита у 2000-х роках. Нині колії станції використовуються як під'їзні шляхи.

## Історія
Станція відкрита 1939 року, в ході будівництва Гришине-Рівненської залізниці, яку почали будувати з 1914 року, проте будівництву завадила Друга світова війна.
У 1941 році зруйнована дільниця Ліпляве — Канів — Миронівка. У місті Канів був залізничний вокзал і залізничний міст через річку Дніпро. Міст через Дніпро був підірваний спеціалістами НКВС у серпні 1941 року. Залізниця була демонтована вже після Другої світової війни.
26 жовтня 1941 року, поблизу станції Ліпляве, загинув радянський письменник Аркадій Гайдар.
Закрита в 2000-х роках.